# Clavering (Essex)
Pour les articles homonymes, voir Clavering.
Clavering est un village et une paroisse civile du Nord-Ouest du comté de l'Essex, en Angleterre, Royaume-Uni.

## Étymologie
Le nom de ce village, signifie en anglais « place where clover grows » (où les trèfles poussent).